# 許清貴
許清貴（1790年—1871年），字雲瀛，号珍圃，镶蓝旗满洲都统包衣汉军郑福佐领下人，北京顺义大东庄人。清朝官员，进士出身，授世袭云骑尉。

## 生平
嘉庆二十四年（1819）己卯科顺天乡试中第六十七名举人。道光九年己丑科会试第一百六十一名，殿试登三甲九十二名进士。
历任顺天保定府、宣化府、承德府教授，廣東清遠縣、甘肅昌吉縣知縣，知府衔鎮西廳同知、吐魯番同知。任知州銜署知县时曾續捐銀三千兩资助镇压太平天国。于同治十年，同治新疆回乱，吐魯番同知任上阵亡。许清贵和儿女亲家烏魯木齊提督兼都統業布冲額，被甘肃提督索文之子索焕章叛变所杀，予祭葬世職加等，世袭云骑尉三世。 十一年，入祀京师昭忠祠（钦定大清会典事例二百二十五） 。
与镶白旗满洲、迪化直隶州（迪化府）知州成瑞（字輯軒，其胞弟进士敬和）相唱和（载成瑞《薜荔山莊詩文稿》卷一）。道光癸未进士、刑部左侍郎雷以𫍯有诗一首《留别镇西厅许清贵司马》，证明两人生前有故交。
家族世袭镶蓝旗汉军第四叅领第五世管佐领（系国初编设，载《钦定八旗通志》）。

## 家庭
- 先祖許得功，授三等男（载《钦定八旗通志：异姓封爵》卷277），平阳府总兵官，首任镶蓝旗汉军第四叅领第五世管佐领。
- 先祖福建巡撫許嗣興。胞兄许嗣荣，袭镶蓝旗汉军第四叅领第五世管佐领。其子許國桐，康熙十六年袭三等男（康熙五十四年特旨停袭，载《钦定八旗通志：异姓封爵》卷277），袭佐领。
- 曾祖許忠；
- 祖许永年；
- 父许吉；[4]
- 嫡妻陶氏、继妻孙氏、妾赵氏（赵氏在同治新疆回乱中服毒殉国）；
- 族兄弟：岁贡生许清瑞，许清碧等；
- 子：嫡妻陶氏生許毓文、許毓芳（钰芳）、許毓秀（钰秀），继妻孙氏生钰成（五品知州衔蓝翎哈密通判）、钰宝（和庶母赵氏在同治新疆回乱中服毒殉国）、钰端、钰润、钰斌（字号輔卿，同治十年改入汉军正黄旗，户部主事郎中，光绪二十七官至扬州府知府，光绪二十八年卒）；
- 女儿许氏，镶黄旗满洲、同治癸亥进士松齡 (同治進士)之妻，松齡兄弟皁保为刑部尚书，因平反杨乃武与小白菜冤狱，名声大噪；
- 孙女许氏，镶黄旗满洲、光绪丙子进士常山之妻；
- 儿女姻亲，烏魯木齊提督兼都統桂明、烏魯木齊提督兼都統業布冲額（業普崇額）；
- 家丁单英、刘喜。